# 山根常男
山根常男（やまね つねお、1917年1月2日-2007年9月）は、社会学者。
高知県生まれ。名古屋で育つ。姉は詩人の水野八重子。第一高等学校卒、1940年東京帝国大学文学部社会学科卒、中華民国北京国立新民学院講師。応召し、ニューブリテン島で敗戦を迎える。名古屋市立女子専門学校（のち名古屋市立女子短期大学）教員、1949年岐阜大学講師、1951年南山大学助教授、1959年大阪市立大学助教授、教授、1977年定年退官、名誉教授、駒澤大学教授、91年定年退任。
南山大学時代に名古屋大学の村松常雄のもとでフロイト精神分析を学び、ミシガン大学に学んでイスラエルのキブツを調査した。家族社会学。

## 著書
- 『平和への道 國際的理解のための教育』知識の泉社 1948
- 『キブツ その社会学的分析』誠信書房 1965
- 『キブツの記録 イスラエルの集団農場をたずねて』誠信書房 1966
- 『家族の論理』垣内出版 1972
- 『家族と人格 家族の力動理論を目ざして』家政教育社 1986
- 『家族と結婚 脱家父長制の理論を目ざして』家政教育社 1990
- 『家族と社会 社会生態学の理論を目ざして』家政教育社 1998

### 共編著
- 『現代社会学の基本問題』森岡清美共編 有斐閣双書 1968
- 『家と現代家族』森岡清美共編 培風館 1976
- 『テキストブック社会学』全8巻 森岡清美、本間康平、竹内郁郎、天野郁夫、高橋勇悦共編 有斐閣ブックス 1977-79
- 『わかりやすい家族関係学 21世紀の家族を考える』石川雅信,玉井美知子共編著 ミネルヴァ書房 Minerva福祉ライブラリー 1996
- 『テキストブック家族関係学 家族と人間性』玉井美知子,石川雅信共編著 ミネルヴァ書房 2006

### 翻訳
- ヒラー『ストライキ 集団行動・社会的研究』創元社 1950
- C.ブレンナー『精神分析の基礎理論 社会科学者のために』本村汎共訳 誠信書房 1965
- W.N.スティーブンス『家族と結婚 その比較文化的解明』野々山久也共訳 誠信書房 1971
- 『家族の社会学理論』訳編 誠信書房 家族研究リーディングス 1971
- 『家族の診断と治療』訳編 誠信書房 家族研究リーディングス 1975
- W.N.スティーブンス『エディプス・コンプレックス 通文化的実証』共訳 誠信書房 1977
- C.ブレナー『精神分析の理論』誠信書房 1980
- 『家族の社会学と精神分析』訳編 誠信書房 家族研究リーディングス 1982
- サルヴァドール・ミニューチン『家族と家族療法』監訳 誠信書房 1984

## 注
1. ↑  『現代日本人名録』2002年
2. ↑  本村汎, 「山根家族社会学が遺したもの : 「家族力動論」の再考と臨床的実践」『家族社会学研究』 2008年 20巻 2号 p.2_7-2_19, 日本家族社会学会, doi:10.4234/jjoffamilysociology.20.2_7, NAID 130000422804
3. ↑  山根常男, 「私の家族研究について」『駒沢社会学研究』 24号 p79-103, 1992-03, NAID 110007001579, ISSN 03899918